# Starlight Symphony -KOTOKO LIVE 2006 IN YOKOHAMA ARENA-
『Starlight Symphony -KOTOKO LIVE 2006 IN YOKOHAMA ARENA-』（スターライト・シンフォニー・コトコ・ライブ・にせんろく・イン・ヨコハマ・アリーナ）は、2007年8月29日に発売されたKOTOKOの2作目のライブDVD。発売元はジェネオン・エンタテインメント。

## 概要
2006年12月1日に横浜アリーナで行われたKOTOKO LIVE 2006 IN YOKOHAMA ARENAの模様が収録されている。
初回限定盤は特殊スリーブ仕様とデジパック仕様で、2005年9月11日に東京厚生年金会館にて開催された『KOTOKO LIVE TOUR 2005“硝子の靡風”』の模様を収めた3枚組のDVDとブックレットが封入されている。

## 収録内容

### DVD 1
1. UZU-MAKI
2. 羽
3. Suppuration -core-
4. 海豚
5. カナリヤ -SORMA No. 3 Re-mix-
6. 硝子の靡風
7. Close to me...
8. 赤い玉、青い玉
9. 地に還る 〜on the earth〜
10. 月夜の舞踏会
11. 同じ空の下で
12. Chercher 〜シャルシェ〜
13. 秋爽
14. LOVE A RIDDLE
15. being

### DVD 2
1. Abyss
2. Face of Fact
3. Re-sublimity
4. 雪華の神話
5. L.A.M －Laze and meditation－ / Outer
6. Dirty Boots / Outer
7. Leave me hell alone / Outer
8. Princess Bride!
9. きゅるるんKissでジャンボ♪♪
10. さくらんぼキッス 〜爆発だも〜ん〜
11. Short Circuit
12. 覚えてていいよ

### DVD3
『KOTOKO LIVE TOUR 2005 "硝子の靡風"』（編集版）
1. RETRIEVE
2. Meconopsis
3. agony
4. ため息クローバー
5. β-粘土の惑星
6. 硝子の靡風
7. went away
8. 琥珀
9. We Survive
10. Suppuration -core-
11. ささくれ
12. Re-sublimity
13. Princess Brave!
14. 覚えてていいよ
15. ねぇ、...しようよ!
16. Short Circuit
17. 地に還る 〜on the earth〜
18. 421 -a will-